# BVG-Baureihe D
Die U-Bahn-Fahrzeuge der Berliner Verkehrsbetriebe (BVG) der Baureihe D sind die ersten Neuentwicklungen in der Nachkriegszeit für Berlin. Sie wurden notwendig, da das West-Berliner U-Bahn-Großprofil-Netz erweitert wurde und die Vorkriegsfahrzeuge abgelöst werden sollten. 
Von 1956 bis 1965 wurden 115 Doppeltriebwagen (Bauart D) beschafft, deren Wagenkästen noch in Stahlbauweise gefertigt waren. Von 1965 bis 1971 folgten 101 Einheiten, deren Wagenkasten mit Aluminium-Bauteilen aufgebaut waren (Bauart DL). Während die Fahrzeuge der Stahlbauserie 1999 nach Nordkorea verschifft wurden, blieben die Leichtbau-Fahrzeuge DL bei der BVG bis 2004 im Einsatz. 
Aufgrund des Buchstabens der Baureihen-Kennzeichnung „D“ bekamen die Züge den Spitznamen „Dora“, oder bei den älteren Modellen „Stahl-Dora“.

## Entwicklung

### Einsatz in West-Berlin
Alle Wagen waren angetrieben, es gab keine Beiwagen mehr. Jeder Wagen hatte einen Führerstand. Jeweils zwei Wagen waren kurzgekuppelt, sodass eine Einheit aus zwei Wagen einsatzbereit war. Über die an den äußeren Enden vorhandenen automatischen Scharfenbergkupplungen konnten drei Einheiten zusammengekuppelt werden.
In der Anfangszeit fuhren die Züge während der Hauptverkehrszeit als 6-Wagen-Züge, im Tagesverkehr (Normalverkehrszeit) als 4-Wagen-Züge und abends und sonntagvormittags (Schwachverkehrszeit) als 2-Wagen-Züge. Auf der Linie 6 / U6 (Tegel–Tempelhof–Alt-Mariendorf) konnten nur Züge mit 2 oder 4 Wagen eingesetzt werden, weil im Ostteil der Stadt die Bahnsteige nur auf eine Länge von 80 Meter ausgelegt waren. Hier fuhren die Züge im Berufsverkehr im 2½-Minuten-Abstand, heute nur noch alle 5 Minuten. Die recht leisen Antriebe der Fahrzeuge erzeugten eine hohe Anfahrbeschleunigung. Diese musste leicht verringert werden. Auch die Türen schlossen schnell, allerdings in zwei Stufen, sodass man nicht sofort eingeklemmt werden konnte. Da jede U-Bahn-Station Zugabfertiger hatte und das von jenem erteilte Abfahrtsignal als Lichtzeichen am Ausfahrsignal vom Fahrersitz aus erkennbar war, konnten die Haltezeiten sehr kurz gehalten werden. Durchschnittsgeschwindigkeiten von über 30 km/h wurden erreicht.
Ab 1965 wurden die Wagenkästen der ab dann gebauten Züge in Aluminium-Leichtbauweise gefertigt (Bauart DL). Das Gewicht konnte so um 26 Prozent verringert werden. Sogar kleinere Motoren konnten eingebaut werden. Ab 1981 wurden bei anstehenden Hauptuntersuchungen aufgrund von Rostschäden bei beiden Bauarten die auf den Wagenkästen unterhalb der Fensterlinie angebrachten Zierleisten entfernt.

### Verkauf nach Ost-Berlin
Da Ende der 1980er Jahre die Berliner Verkehrsbetriebe (BVB) im Ostteil der damals noch geteilten Stadt für ihre Neubaustrecke nach Hönow weitere Züge brauchten, kauften sie der BVG im Frühjahr 1988 50 Wagen der Bauart D57 (Wagennummern 2002–2019 und 2022–2053) ab. 1989 folgten 48 Wagen der Bauart D60 (Wagennummern 2060–2071, 2074/2075, 2078–2099 und 2102–2113). Bei den BVB wurden sie als D-I (Wagennummern 110 300 bis 110 401, mit Lücken) bezeichnet. Die Motorleistung wurde gedrosselt und die magnetischen Fahrsperr-Einrichtungen ausgebaut. Dabei bekamen sie die damals aktuelle Ost-Berliner „Hauptstadt“-Lackierung in Elfenbein (Seitenflächen und Dach) und Chromgelb (Stirnfronten und Türen) sowie die bei der BVG damals noch nicht übliche optisch/akustische Türschließ-Warneinrichtung. Die Fahrzeuge wurden bei der BVG umgebaut, im März 1988 wurden die ersten beiden Fahrzeuge, 110 326/327 (ex 2030/2031) und 110 306/307 (ex 2008/2009), an die BVB in Ost-Berlin überführt.

### Wiedervereinigung
Ende November 1990 wurden die Doppeltriebwagen 110 386 bis 110 397 (bzw. 2096–2099 und 2102–2109) an die BVG zurückgegeben.

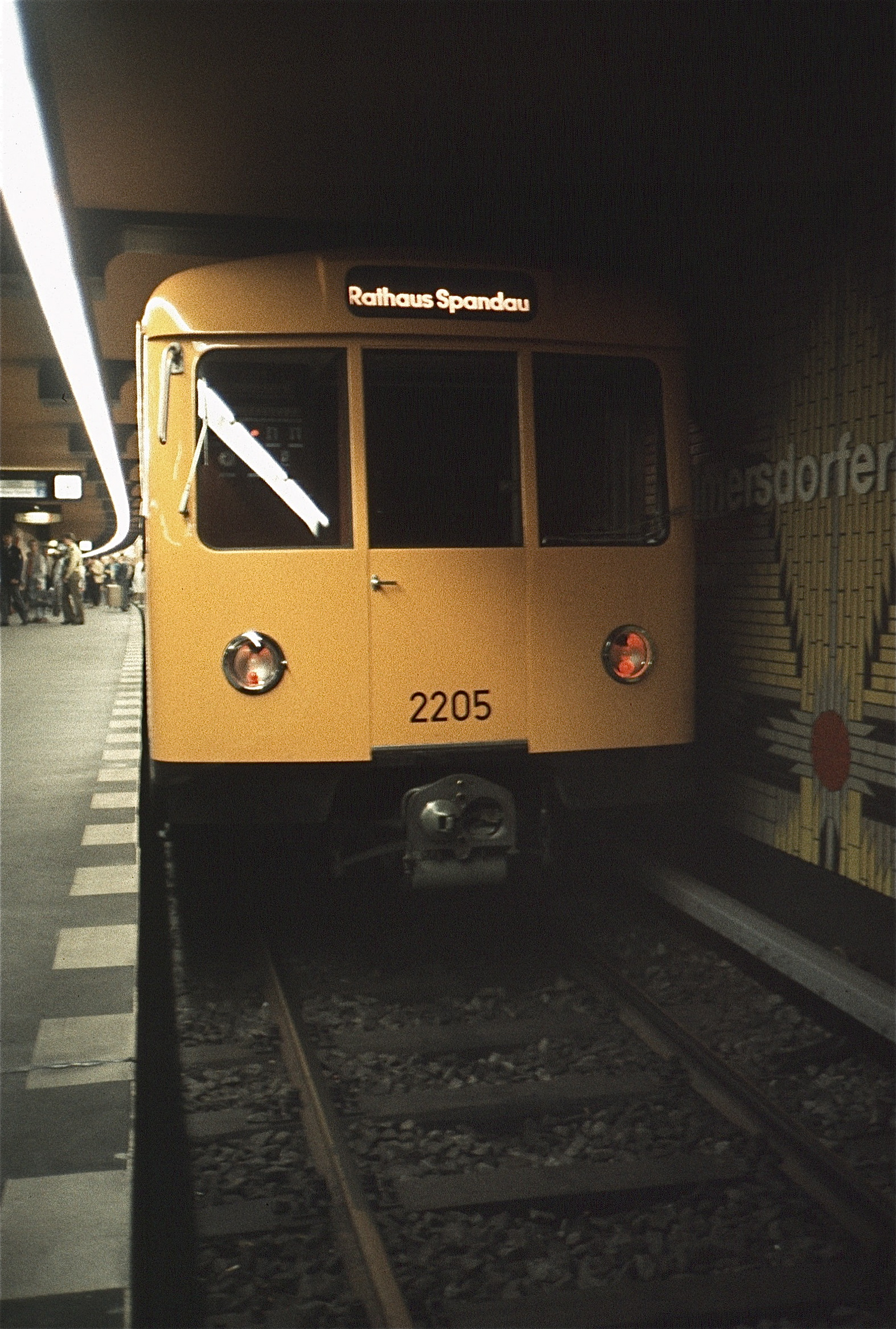
Triebwagen der Baureihe D im U-Bahnhof Wilmersdorfer Straße, 1986
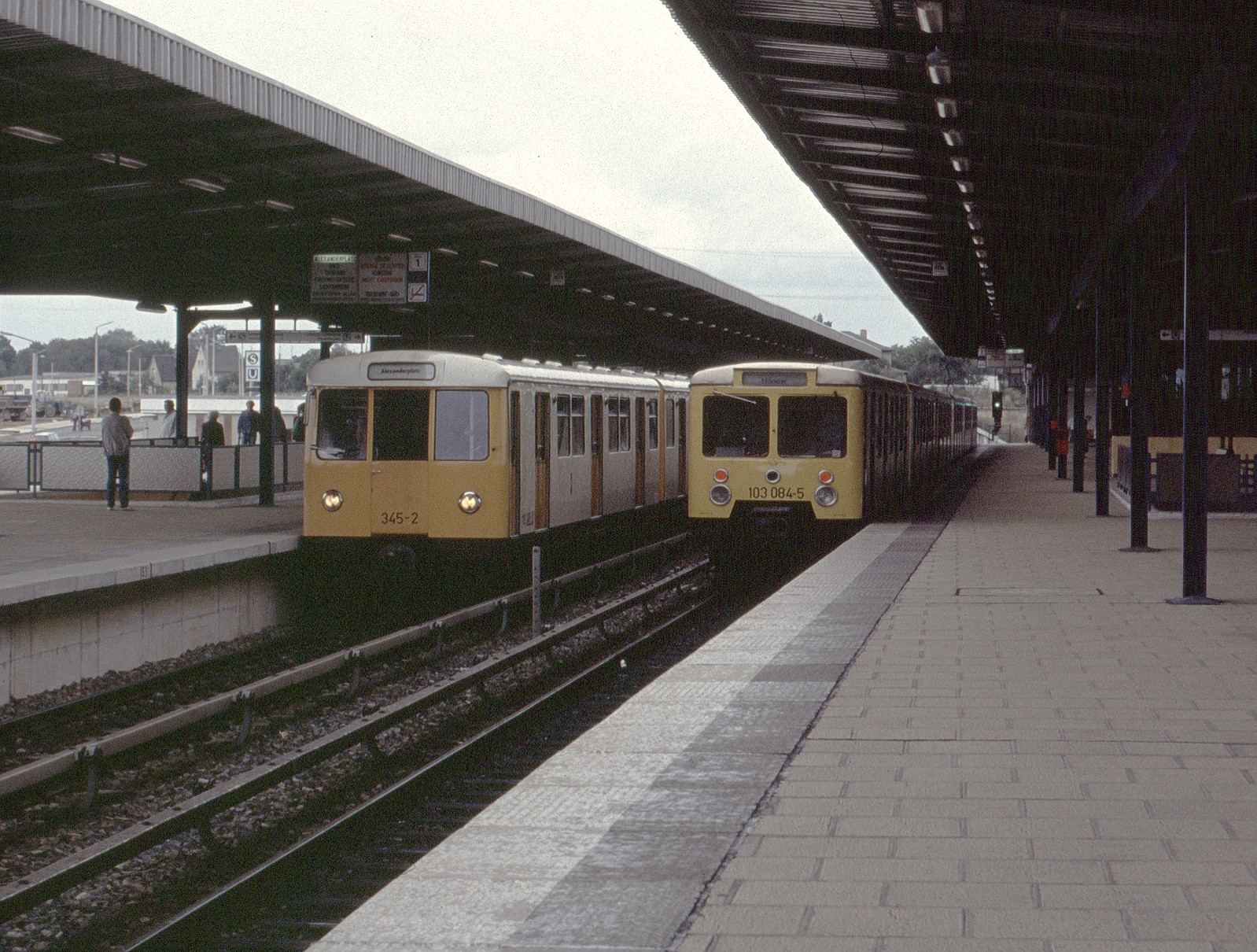
D-Wagen (links) in BVB-Farbgebung begegnet im Linienbetrieb an der Station Wuhletal einem E-Wagen (rechts)
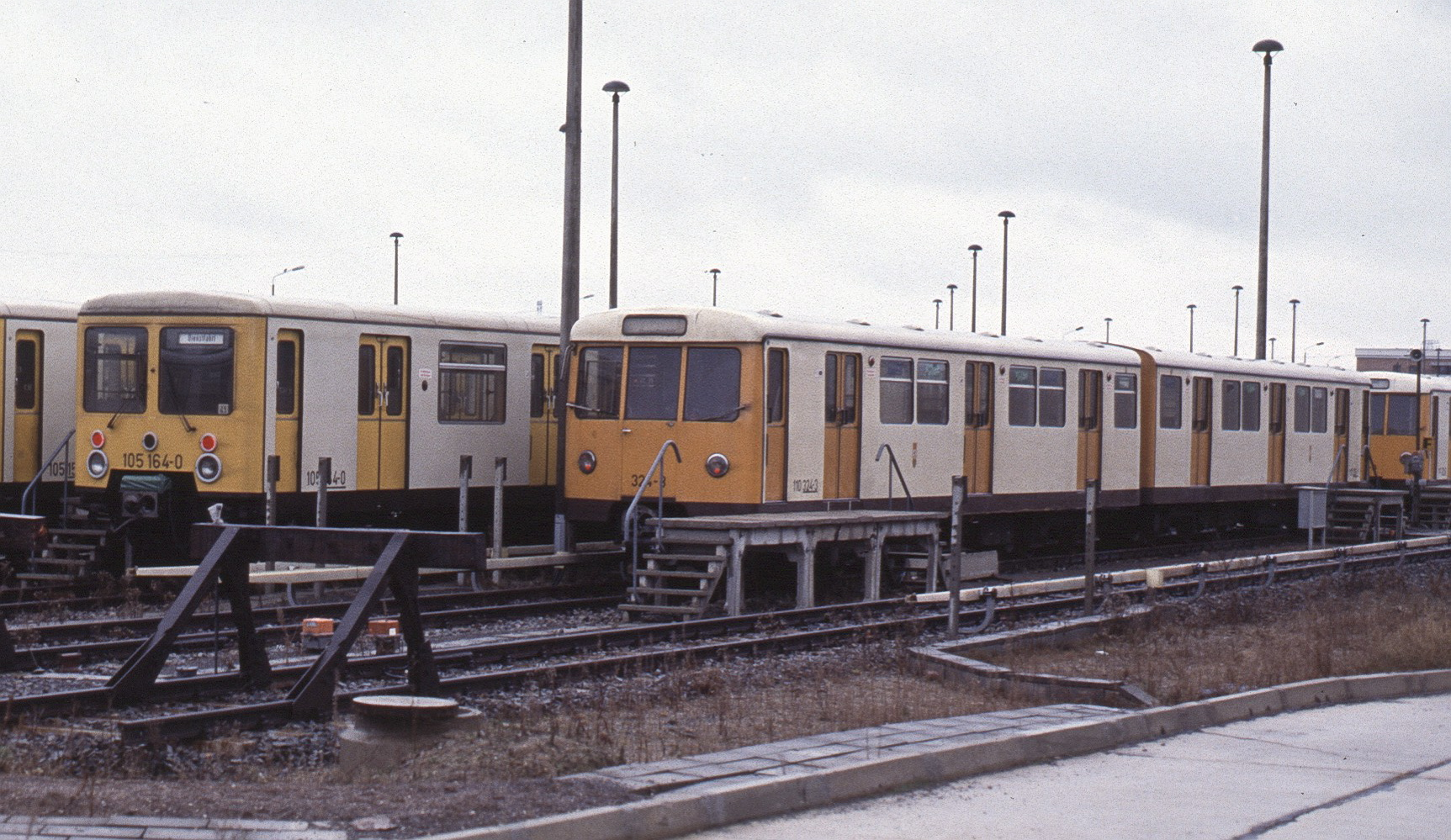
Doppeltriebwagen Baureihe D in Ost-Farbgebung in der Abstellanlage Hönow, dahinter ein EIII, 1991
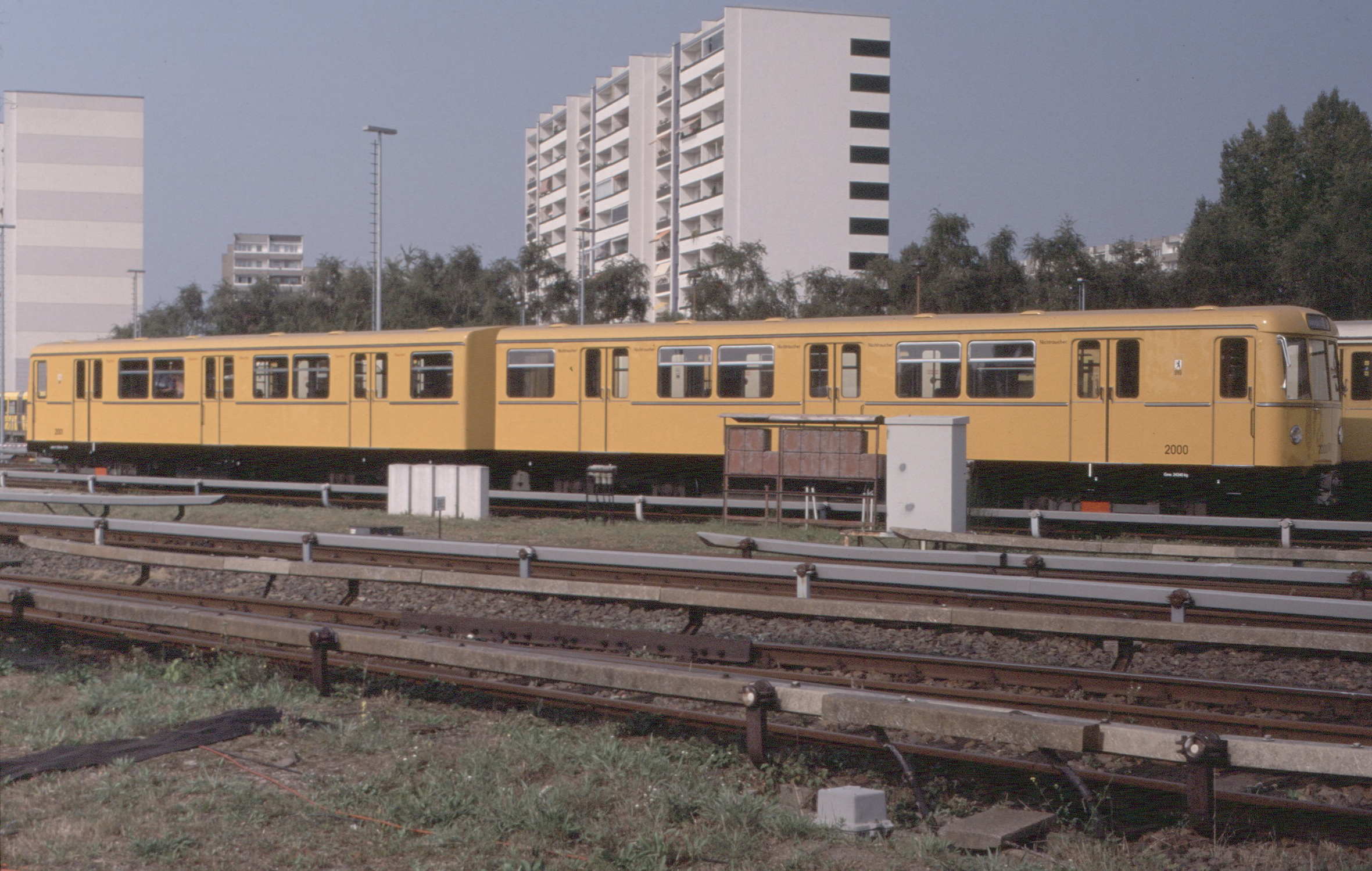
Doppeltriebwagen 2000/2001 (Bauart D) mit Zierleisten in der Betriebswerkstatt Friedrichsfelde, 2002
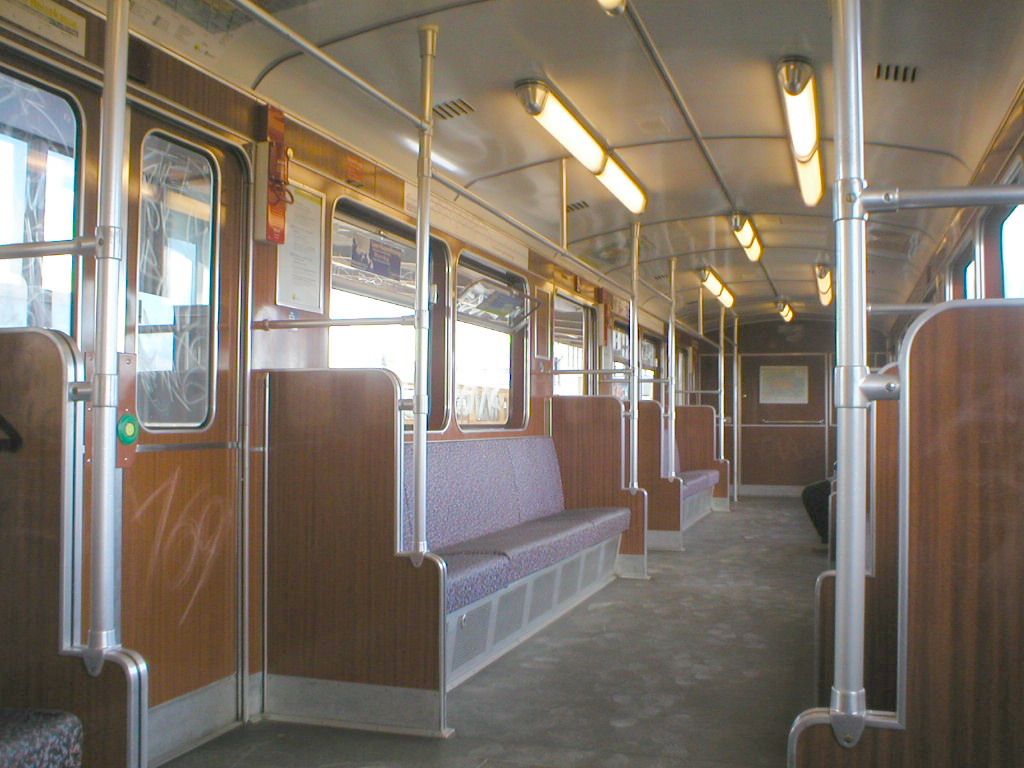
Fahrgastraum eines DL-Wagens mit „vandalismusresistenten“ Sitzbezügen jüngeren Datums

## Verbleib

### Verkauf nach Nordkorea

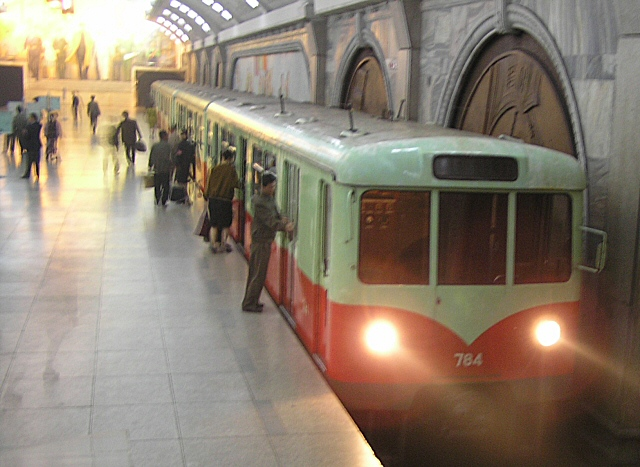
D-Wagen im Einsatz in Pjöngjang im U-Bahnhof Puhŭng

Bereits 1996 waren 60 Ost-Berliner Kleinprofil-Doppeltriebwagen der Baureihe GI und GII nach Nordkorea gelangt.
1999 verkaufte die BVG für knapp drei Millionen DM 120 Doppeltriebwagen der West-Berliner Baureihe D der Baujahre 1957–1965 an die Schienenfahrzeuge Export-Import Handelsgesellschaft Berlin (SFH). Anschließend gelangten 106 dieser Züge nach Nordkorea zur Metro Pjöngjang. Sie wurden, ebenfalls im Jahre 1999, auf eigenen Rädern nach Wismar gefahren und dort in Schiffe verladen. Dazu waren spezielle Umschlagstraversen notwendig, die zur Verladung an den nordkoreanischen Zielhafen mitgeschickt wurden. In Nordkorea erhielten die Fahrzeuge eine rote und cremefarbene Lackierung, alle Werbeanzeigen wurden entfernt.
Der Einsatz erfolgt auf beiden U-Bahn-Linien der nordkoreanischen Hauptstadt. Im Wageninneren wurden über den Durchgangstüren an den Wagenenden Porträts der „Obersten Führer“ Kim Il-sung und Kim Jong-il angebracht.
Mittlerweile lässt Nordkorea die Fahrzeuge umfangreich modernisieren. Dabei wurden unter anderem die Front und der Innenraum neu gestaltet. Die modernisierten Züge lassen sich anhand der Laufwerke sowie der Anordnung von Fenstern und Türen dennoch als D-Wagen identifizieren.

### Abgabe an Unternehmen und Organisationen
Einige wenige Fahrzeuge wurden nach ihrer Ausmusterung bei der BVG an Dritte abgegeben.
Der DL68-Wagen 2260 wurde 2001 ausgemustert und später an ein Unternehmen im niederländischen Hardenberg verkauft, wo er auf dem Firmengelände aufgestellt wurde. Der Triebwagen 2348, ebenfalls ein DL68, dient seit seiner Ausmusterung im Jahr 2005 der Polizei Berlin auf ihrem Übungsgelände in Spandau als Übungsobjekt.
Das Kopfteil des Wagens 2200 (D65) befindet sich in einem Geschäftshaus in der Müllerstraße Ecke Ungarnstraße. Das Kopfteil des Wagens 2442 wurde ursprünglich für den Fahrsimulator in der Betriebsschule Turmstraße gebaut. Letzteres war mehrere Jahre beim Denkmalpflege-Verein Nahverkehr Berlin (DVN) im Betriebshof Niederschönhausen untergebracht, wurde inzwischen aber verschrottet.

### Verschrottung
Der überwiegende Teil der verbliebenen Fahrzeuge der Typen D und DL wurde ab 2002 zur Verschrottung nach Rockensußra und Eberswalde überführt.

### Museumsfahrzeuge
Nach dem Ende des Linieneinsatzes wurden zwei zuletzt als Schmierzüge genutzte D57-Einheiten für museale Fahrgastfahrten vorgehalten (2000/2001 und 2020/2021), wobei die erstgenannte Einheit noch über die ursprünglichen Zierleisten unter den Fenstern verfügt. Die letzte Sonderfahrt in der Funktion als Museumsfahrzeuge fand am 18. August 2012 statt. Ab 2016 wurden die Fahrzeuge für einen erneuten Einsatz im Linienverkehr ausgewählt und entsprechend ertüchtigt.

### Arbeitsfahrzeuge
Zwei weitere Einheiten sind fallweise als Hilfsgerätezüge der Werkstätten Britz (4012/4013, ehemals 2206/2207, Typ D65) und Seestraße (4014/4015, ehemals 2214/2215, Typ D65) im Netz unterwegs. Der Hilfsgerätezug der Werkstatt Friedrichsfelde (4016/4017, ehemals 2182/2183, Typ D63) wurde im September 2017 verschrottet. Als Arbeitsfahrzeuge erhielten sie im Zuge des Umbaus eine orangefarbene Lackierung, wobei unter anderem auch ein Teil der Fenster im Fahrgastraum entfernt wurde.
Darüber hinaus existierten noch zwei modernisierte DL68-Einheiten, die jeweils im Bw Friedrichsfelde (2246/2247) und im Bw Britz (4028/4029, ehemals 2340/2341) abgestellt waren und seit 2004 nur noch als Lagerraum dienten. Das Friedrichsfelder Fahrzeug wurde ab Ende 2016 als dritte Einheit wieder für den Linienverkehr hergerichtet. Der Britzer Zug diente zwischenzeitlich als Übungszug für Rettungskräfte und wurde im September 2017 verschrottet.

### Erneuter Einsatz im Linienbetrieb

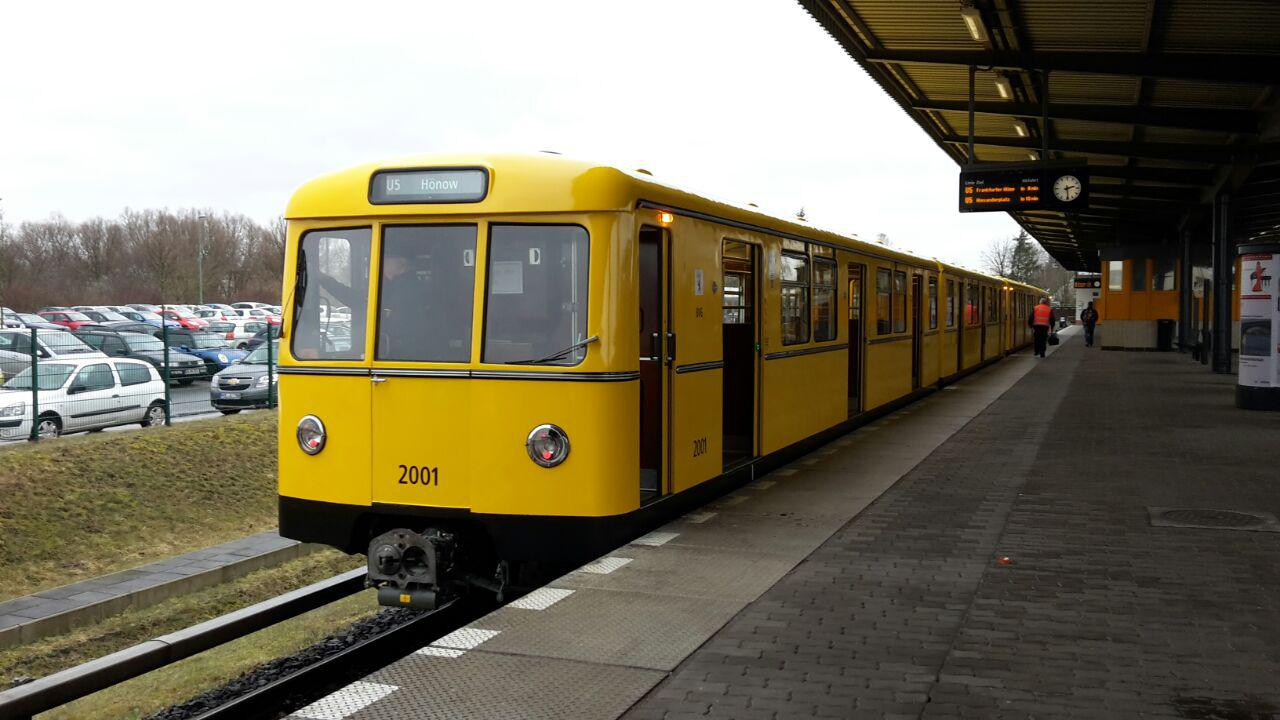
Ein ertüchtigter D-Wagen hat im Zuge der Erprobungsfahrten auf der U5 im März 2017 den U-Bahnhof Hönow erreicht

Aufgrund des anhaltenden Fahrzeugmangels bei der BVG sollten Wagen dieser Baureihe ab Frühjahr 2017 wieder auf der Strecke der relativ wenig genutzten Linie U55 im Berliner Regierungsviertel zum Einsatz kommen. Da die Linie damals noch keine Verbindung mit dem übrigen U-Bahn-Netz hatte, konnten dort eingesetzte Fahrzeuge nicht ohne weiteres gegen andere Fahrzeuge getauscht werden. 
Durch den Einsatz der „Doras“ auf der Linie U55 wurde es möglich, neuere Züge der Baureihe F, die zuvor auf dieser Strecke verkehrten, stattdessen auf Strecken mit höherem Fahrgastaufkommen einzusetzen. Drei Doppeltriebwagen der Baureihe D wurden für den Einsatz technisch überholt, der Innenraum blieb jedoch originalgetreu erhalten.
Im November 2016 stellte die BVG die erste reaktivierte Einheit vor. Insgesamt wurden drei Einheiten für 1,9 Millionen Euro bei den Fahrzeugwerken Miraustraße (FWM) in Hennigsdorf überholt und an die neuen Sicherheitsanforderungen angepasst. Bei der ersten erneuerten Einheit handelte es sich um den Doppeltriebwagen 2020/2021 des Typs D, dieser verkehrte ab dem 2. November 2016 für Mess- und Belastungsfahrten auf der Strecke der U5. Gefolgt von der D-Einheit 2000/2001 wurde ab dem 1. März 2017 der dadurch entstandene 4-Wagen-Zug auf Fahrgast-Probefahrten außerhalb der Hauptverkehrszeiten bis 16 Uhr auf der Linie U5 eingesetzt und fuhr als Sonderumlauf 42 zwischen Frankfurter Allee und Hönow. Nach diesen Probefahrten wurden die beiden D-Wagen am 24. März 2017 per Tieflader zum Schacht der U55 nördlich der U-Bahn-Station Hauptbahnhof gefahren und dort mit Hilfe eines Autokrans gegen Fahrzeuge des Typs F79 getauscht, die vorher auf der Inselstrecke eingesetzt waren.

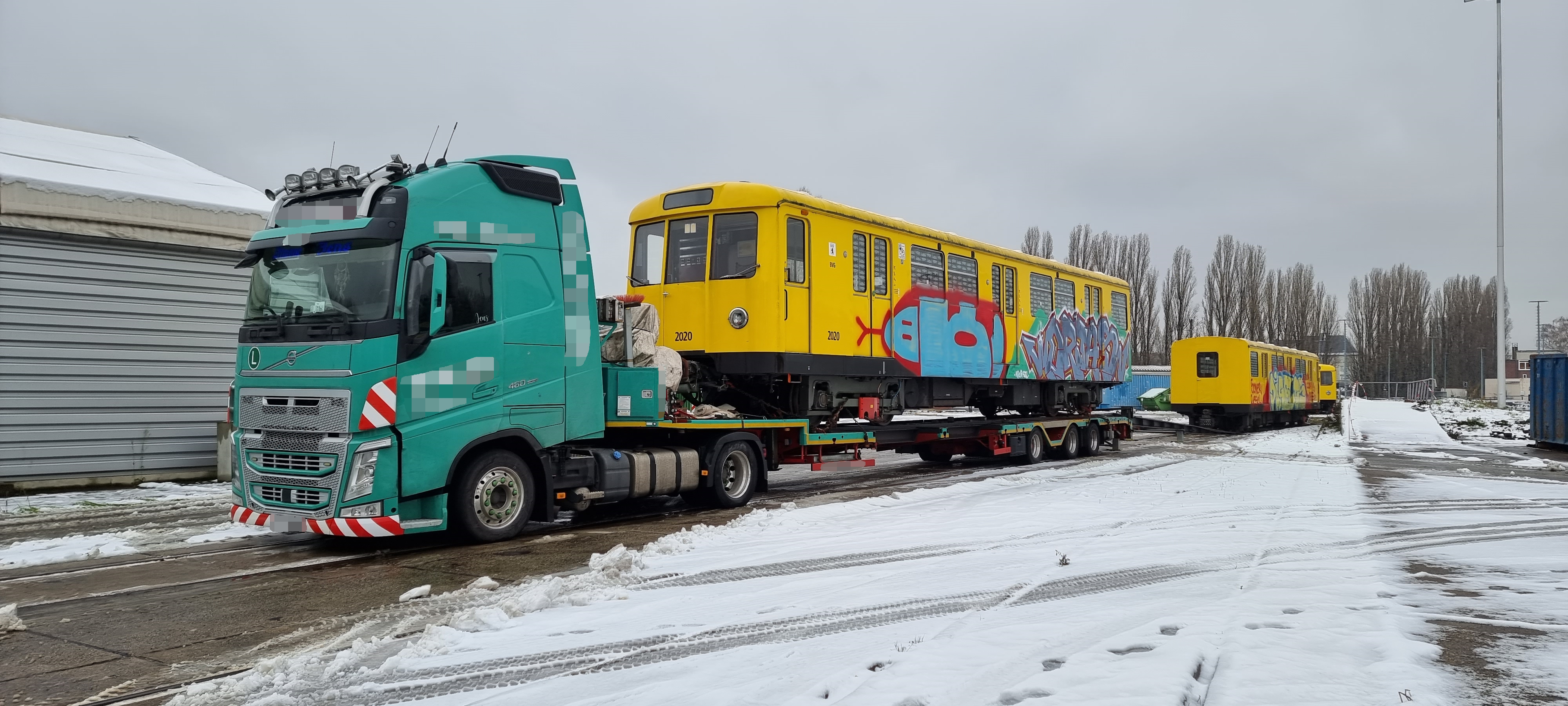
Wagen 2020 (D57), verladen für den Abtransport zum Schrottplatz

Die dritte Einheit 2246/2247 des Typs DL68 wurde bis November 2017 bei FWM aufgearbeitet und am 24. November 2017 ebenfalls mit Hilfe eines Autokrans am Schacht der U55 nördlich der U-Bahn-Station Hauptbahnhof in der Minna-Cauer-Straße aufgegleist. Bis zur Fertigstellung der U5-Verlängerung sollten die „Doras“ auf der kurzen U-Bahn-Linie im Regierungsviertel zwischen Hauptbahnhof und Brandenburger Tor und anschließend wieder in den historischen Wagenpark der BVG eingereiht werden.
Wegen umfangreicher Bauarbeiten wurde der Betrieb auf der Linie U55 vom 4. Juni 2018 bis 11. Dezember 2018 eingestellt. Am 23. bzw. 24. Mai 2018 wurden die beiden „Dora“-Einheiten 2000/2001 und 2020/2021 sowie am 4. Juni 2018 die (nicht im Fahrgastverkehr eingesetzte) DL-Einheit 2246/2247 und die letzte F79-Einheit 2658/2659 wieder aus dem Tunnel herausgehoben und zur Betriebswerkstatt Friedrichsfelde transportiert. Während die Einheiten 2000/2001 und 2020/2021 mit technischen Schäden abgestellt blieben, wurde die DL-Einheit, zusammen mit drei Einheiten des Typs F76E am 5. bzw. 6. Dezember 2018 wieder in den Tunnel herabgelassen. Der erste Fahrgasteinsatz der DL-Einheit erfolgte am 11. Juni 2019.
Nach der vorzeitigen Einstellung der Linie U55 wurde die DL-Einheit, zusammen mit der F76E-Einheit 2602/2603 im Schlepp einer Diesellok am 7. April 2020 über die Neubaustrecke zur Betriebswerkstatt Friedrichsfelde überführt und stand seitdem, zusammen mit der Einheit 2020/2021, ungeschützt der Witterung ausgesetzt, im Gleisfächer herum. Anfang Dezember 2023 wurden die beiden Einheiten zur Verschrottung zu einer Firma nach Eberswalde überführt. Die Prototyp-Einheit 2000/2001 ist weiterhin nicht einsatzfähig abgestellt, wird aber als historisches Fahrzeug vorgehalten.